# Amstel Gold Race femminile 2017
L'Amstel Gold Race femminile 2017, quarta edizione della corsa e valida come sesta prova dell'UCI Women's World Tour 2017, si svolse il 16 aprile 2017 su un percorso di 121,6 km. La vittoria fu appannaggio dell'olandese Anna van der Breggen, la quale completò il percorso in 3h15'57", alla media di 37,053 km/h, precedendo la britannica Elizabeth Deignan, l'olandese Annemiek van Vleuten e la polacca Katarzyna Niewiadoma (terze a pari merito).
Sul traguardo di Valkenburg 73 cicliste, su 133 partite da Maastricht, portarono a termine la competizione.

## Squadre e corridori partecipanti
Partecipano alla corsa 21 formazioni di categoria UCI Women's.
| N.      | Cod. | Squadra                        |
| ------- | ---- | ------------------------------ |
| 1-6     | DLT  | Boels-Dolmans Cycling Team     |
| 11-16   | WHT  | Wiggle-High5                   |
| 21-26   | WM3  | WM3 Pro Cycling Team           |
| 31-36   | SUN  | Team Sunweb                    |
| 41-46   | LPR  | Canyon-SRAM Racing             |
| 51-56   | ORS  | Orica-Scott                    |
| 61-66   | CBT  | Cervélo-Bigla Pro Cycling Team |
| 71-76   | ALE  | ALÉ-Cipollini                  |
| 81-86   | CPC  | Cylance Pro Cycling            |
| 91-96   | TVW  | Team VéloConcept Women         |
| 101-106 | BPK  | BePink-Cogeas                  |

| N.      | Cod. | Squadra                     |
| ------- | ---- | --------------------------- |
| 111-116 | HPU  | Hitec Products              |
| 121-126 | LWW  | Lares-Waowdeals Women       |
| 131-134 | LWK  | Lensworld-Kuota             |
| 141-146 | FUT  | FDJ                         |
| 151-156 | BTC  | BTC City Ljubljana          |
| 161-166 | LBL  | Lotto-Soudal Ladies         |
| 171-176 | ASA  | Astana Women's Team         |
| 181-186 | SER  | Servetto-Giusta             |
| 191-196 | PVD  | Parkhotel Valkenburg-Destil |
| 201-206 | SVG  | Sport Vlaanderen-Etixx      |

## Ordine d'arrivo (Top 10)
| Pos. | Corridore              | Squadra       | Tempo        |
| ---- | ---------------------- | ------------- | ------------ |
| 1    | Anna van der Breggen   | Boels-Dolmans | 3h15'57"     |
| 2    | Elizabeth Deignan      | Boels-Dolmans | a 55"        |
| 3    | Annemiek van Vleuten   | Orica-Scott   | s.t. ex æquo |
| 3    | Katarzyna Niewiadoma   | WM3           | s.t. ex æquo |
| 5    | Elisa Longo Borghini   | Wiggle-High5  | s.t.         |
| 6    | Coryn Rivera           | Team Sunweb   | a 1'02"      |
| 7    | Amy Pieters            | Boels-Dolmans | a 1'51"      |
| 8    | Pauline Ferrand-Prévot | Canyon-SRAM   | s.t.         |
| 9    | Ashleigh Moolman       | Cervélo-Bigla | s.t.         |
| 10   | Ellen van Dijk         | Team Sunweb   | s.t.         |